# Kyle Langford
Kyle Langford (Reino Unido, 2 de febrero de 1996) es un atleta británico especializado en la prueba de 800 m, en la que consiguió ser medallista de bronce mundial juvenil en 2013.

## Carrera deportiva
En el Campeonato Mundial Juvenil de Atletismo de 2013 ganó la medalla de bronce en los 800 metros, corriéndolos en un tiempo de 1:48.32 segundos que fue su mejor marca personal, llegando a meta tras el keniano Alfred Kipketer y el ruso Konstantin Tolokonnikov.